# 阿利坎特主教座堂
38°20′43.5″N 0°28′57″W / 38.345417°N 0.48250°W

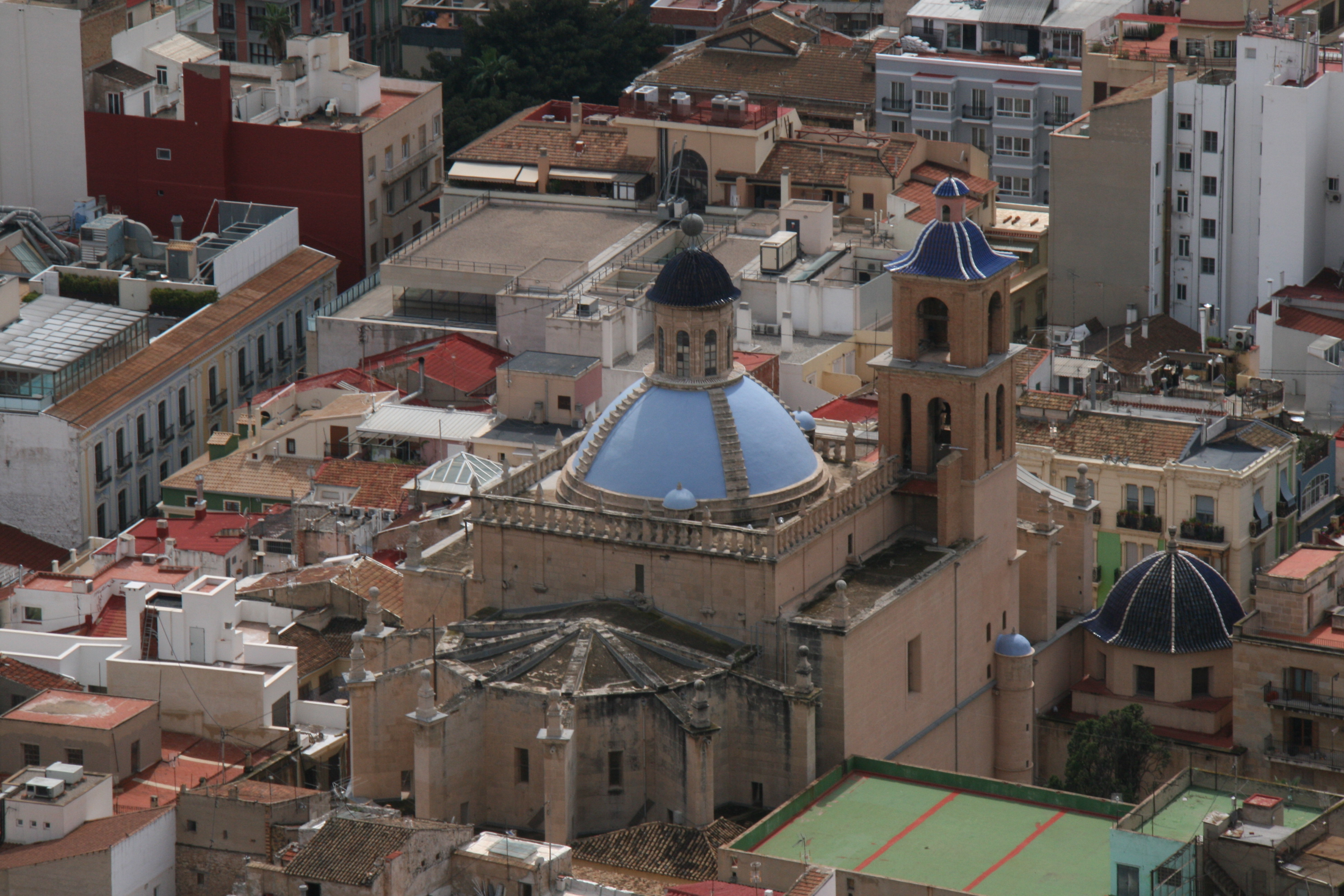

阿利坎特主教座堂，也稱聖尼古拉斯主教座堂（Concatedral de San Nicolás, Alicante），是位於西班牙城市阿利坎特的一座羅馬天主教的主教座堂。教堂修建於1613年至1662年期間。

## 外部連結
- Official website of the San Nicolas Cathedral （页面存档备份，存于） （西班牙文）
- Concatedral de San Nicolás Ayuntamiento de Alicante （西班牙文）